# Autopista C-31
La autovía y autopista C-31 o Autovía de Castelldefels, Autopista de Maresme y Eje Costero es una autovía y autopista autonómica catalana, en España, que une Castelldefels y Palafrugell. Se dividen en 3 tramos:
La Autovía de Castelldefels, con el tramo entre Castelldefels y el Nudo de Llobregat con la Ronda Litoral, incluyendo el tramo municipal de Hospitalet de Llobregat y Barcelona, desde la Ronda Litoral hasta la Plaza España en Barcelona. Tiene una longitud de unos 16,6 km sin contar el tramo municipal.
La Autopista de Maresme, con el tramo entre el Nudo de Badalona con la Ronda Litoral y Montgat, incluyendo el tramo municipal de Barcelona, desde la Plaza de las Glorias Catalanas hasta el Nudo de Badalona. Tiene una longitud de unos 8 km sin contar el tramo municipal.
Ambos extremos están conectados con la Autopista de Pau Casals C-32 (tramo entre El Prat de Llobregat y Vendrell) y la continuación de la Autopista de Maresme C-32 (tramo entre Montgat y Tordera).
La autovía de Eje Costero, con el tramo entre Santa Cristina de Aro y Palafrugell como autovía costera de la Costa Brava. Empieza desde la final de la Autovía San Felíu de Guixols-Gerona y termina en la carretera C-66 y la continuación como carretera C-31 en el norte de Palafrugell. Tiene una longitud de unos 22,9 km.
Por las características de la vía como autovía y autopista, está diseñado a una velocidad mínima de 80 km/h y velocidad máxima de 120 km/h en algunos de los 3 tramos. Se queda liberado de peaje en el caso de la Autovía de Castelldefels y Autopista de Maresme. 
El primer tramo más antiguo, entre Plaza España y Castelldefels, denominaba la antigua Autopista de Castelldefels, una autopista bastante estrecha sin tener espacio de la mediana que fue inaugurado en el año 1954, unos 3 años antes de esta inauguración, el primer acceso al Aeropuerto Josep Tarradellas Barcelona-El Prat.
La Autovía de Castelldefels ha acondicionado varias veces por muchas remodelaciones como la mejora del acceso al Aeropuerto Josep Tarradellas Barcelona-El Prat en los años sesenta, el primer acondicionamiento del año 1976 entre el Nudo de Badalona y el acceso al Aeropuerto Josep Tarradellas Barcelona-El Prat para la ampliación de los carriles a debido de las restricciones. Reformaron de nuevo en el año 1992, justo en la inauguración de la ampliación de la Terminal 2 del Aeropuerto Josep Tarradellas Barcelona-El Prat solamente la mejora del acceso y el enlace a la Autopista de Pau Casals C-32 en El Prat de Llobregat, al año siguiente. La última remodelación se construyeron un pequeño tramo por el nuevo acceso a la nueva Terminal 1 del Aeropuerto Josep Tarradellas Barcelona-El Prat en el año 2008.
En el otro lado, la Autopista de Maresme, fue inaugurado en 2 tramos, entre Plaza de las Glorias Catalanas y Badalona en el año 1969 y entre Badalona y Montgat en el año 1968, además de la inauguración del año 1969 se incluía la continuación desde Montgat hasta Mataró como autopista de peaje. Y el Eje Costero como autovía costera de la Costa Brava, anteriormente era la carretera entre Santa Cristina de Aro y Palafrugell, lo cual que fue construida entre los años 1983 y 1994, solo los tramos entre Santa Cristina de Aro y Palamós. Se desdoblaron la carretera entre los años 2005 y 2011.

## Tramos

### Autovía de Castelldefels
| Denominación | Tramo | km           | Año servicio   |
| ------------ | --- | ------------ | -------------- |
| C-31         | Castelldefels C-32 - Nudo de Llobregat Ronda Litoral Tramo original: Castelldefels C-32 - Nudo de Llobregat Ronda Litoral Ampliación a 3-4 carriles: Enlace Aeropuerto - Nudo de Llobregat Ronda Litoral Nuevo tramo: Enlace B-204 - Enlace EDAR de Gava-Viladecans | 16,6 3,3 3,6 | 1954 1976 2007 |
| C-31C        | Ramal de El Prat Tramo original: El Prat de Llobregat C-31 - San Baudilio de Llobregat Viaducto conexión C-31 en El Prat de Llobregat Remodelación con conexión a la Ronda de Dalt                                                                                  | 2,7 0,5 2,7  | 1959 1993 1999 |

### Autopista de Maresme
| Denominación | Tramo                                                                                                 | km      | Año servicio |
| ------------ | --- | ------- | ------------ |
| C-31         | Autopista del Maresme Tramo: Nudo de Badalona Ronda Litoral - Badalona Tramo: Badalona - Montgat C-32 | 1,8 5,1 | 1969 1968    |
| C-31D        | Ramal de Mataró Tramo: Cabrera de Mar C-32 - Mataró Porta Laietana                                    | 2,8     | 1969         |

### Eje Costero
| Denominación | Tramo | km          | Año servicio                                                                       |
| ------------ | --- | ----------- | ---------------------------------------------------------------------------------- |
| C-31         | Variante de Santa Cristina de Aro Tramo: Santa Cristina de Aro Este C-65 - Castillo de Aro Este Tramo: Santa Cristina de Aro Este C-65 - Castillo de Aro Este | 3,7 3,7     | 1 carril por sentido: 1993 2 carriles por sentido: 2005                            |
| C-31         | Variante de Playa de Aro Tramo: Castillo de Aro Este - Playa de Aro Tramo: Castillo de Aro Este - Playa de Aro                                                | 2,2 2,2     | 1 carril por sentido: 1989 2 carriles por sentido: 2011                            |
| C-31         | Variante de Calonge Tramo: Playa de Aro - Calonge Tramo: Playa de Aro - Calonge                                                                               | 4,7 4,7     | 1 carril por sentido: 1987 2 carriles por sentido: 2011                            |
| C-31         | Variante de Palamós Tramo: Calonge - Palamós Tramo: Calonge - Palamós                                                                                         | 3 3         | 1 carril por sentido: 1983 2 carriles por sentido: 2008                            |
| C-31         | Palamós - Palafrugell Variante de Palamós Semisoterramiento provisional en Montrás Tramo: Palamós - Palafrugell                                               | 1,8 2,8 8,7 | 1 carril por sentido: 1973 1 carril por sentido: 2007 2 carriles por sentido: 2008 |